# Зерноїд білошиїй
Зерноїд білошиїй (Sporophila morelleti) — вид горобцеподібних птахів родини саякових (Thraupidae). Мешкає в США, Мексиці і Центральній Америці. Вид названий на честь французького натураліста П'єра Мореле. Раніше він вважався підвидом бурогузого зерноїда, однак за результатами дослідження, опублікованого у 2018 році, був визнаний окремим видом.

## Підвиди
Виділяють три підвиди:

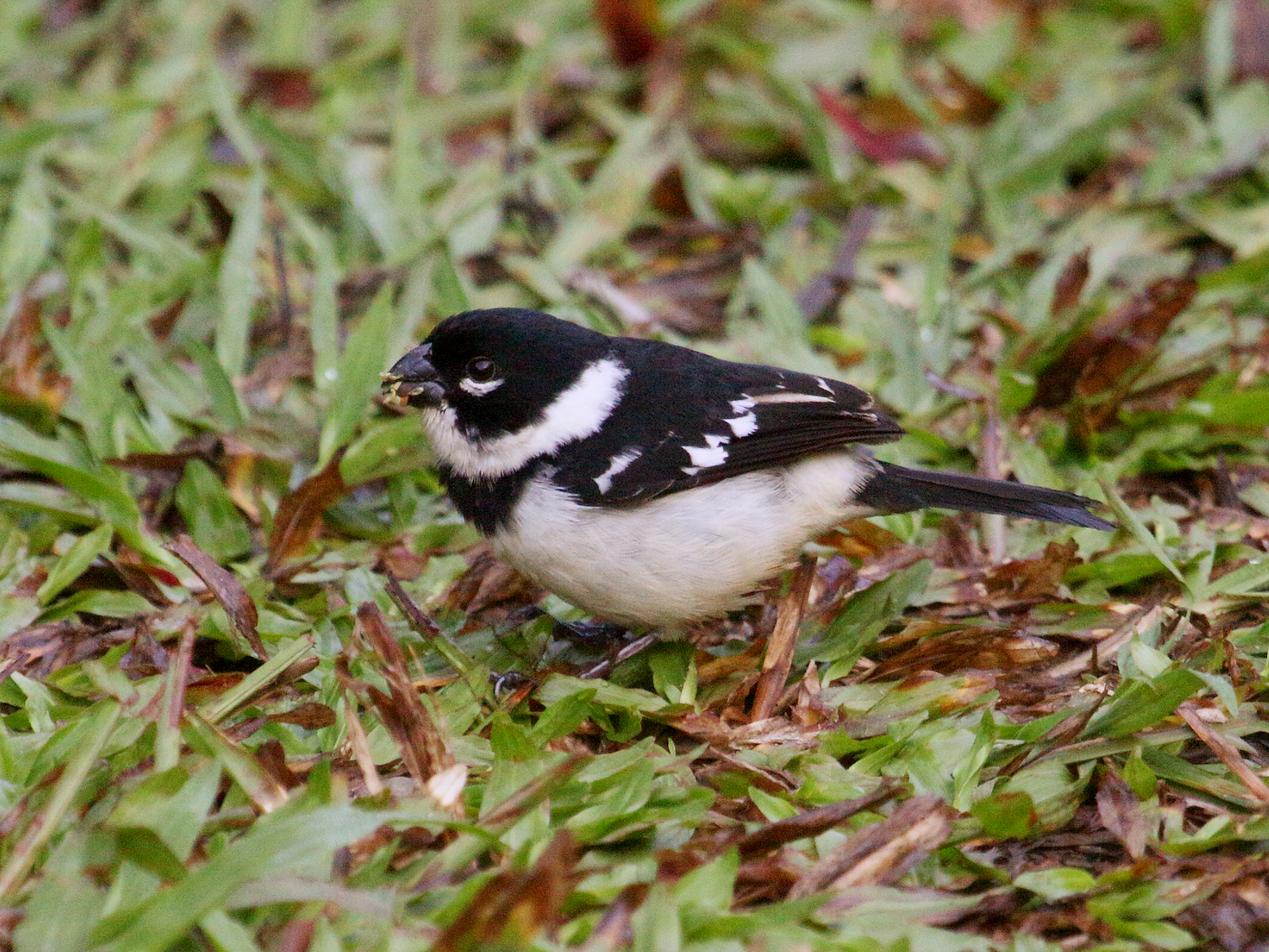
Білошиїй зерноїд (Беліз)

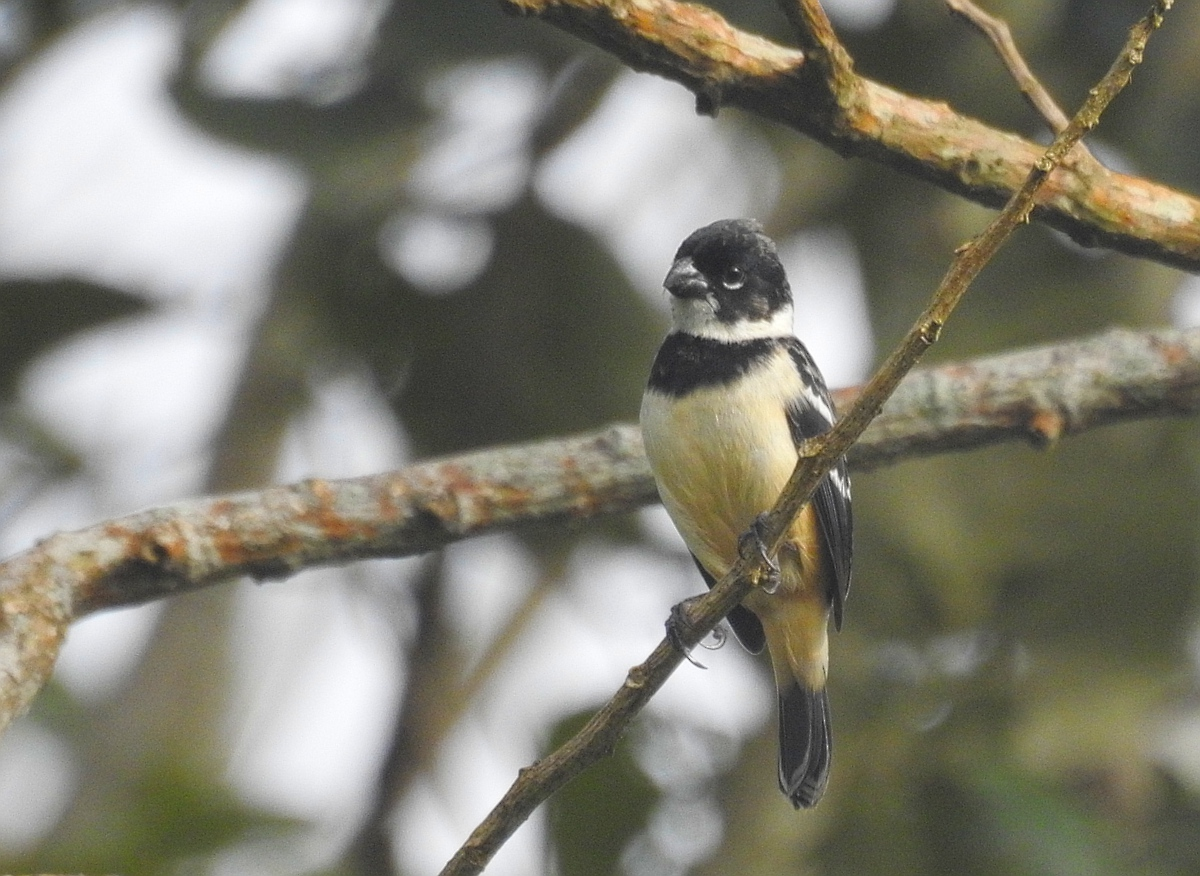
Білошиїй зерноїд (Коста-Рика)

- S. m. sharpei Lawrence, 1889 — північно-східна Мексика (від Нуево-Леона і Тамауліпаса на південь через схід штату Сан-Луїс-Потосі до Веракрусу), а також в деяких округах Техасу на лівому березі річки Ріо-Гранде;
- S. m. morelleti (Bonaparte, 1850) — східна Мексика і Центральна Америка на південь до західної Панами;
- S. m. mutanda Griscom, 1930 — південна Мексика (Чіапас), південна Гватемала і Сальвадор.

## Поширення і екологія
Білошиї зерноїди мешкають в Мексиці, США, Гватемалі, Белізі, Гондурасі, Сальвадорі, Нікарагуа, Коста-Риці і Панамі. Вони живуть в чагарникових і очеретяних заростях поблизу води, на луках, полях і пасовищах, у вологих саванах, у верболозах, гаях і садах. Зустрічаються на висоті до 2400 м над рівнем моря. Живляться насінням, комахами і ягодами.

## Збереження
МСОП класифікує цей вид як такий, що не потребує особливих заходів зі збереження. За оцінками дослідників, популяція білошиїх зерноїдів становить приблизно 14 мільйонів птахів. Популяція поступово зростає.